# Пилброу, Артур
Артур Гордон Пилброу (англ. Arthur Gordon Pilbrow, 18 мая 1902 — 16 июля 1987) — британский фехтовальщик, призёр чемпионата мира.

## Биография
Родился в 1902 году. В 1933 году стал обладателем бронзовой медали Международного первенства по фехтованию в Будапеште (в 1937 году Международная федерация фехтования задним числом признала чемпионатами мира все прошедшие ранее Международные первенства по фехтованию). В 1936 году принял участие в Олимпийских играх в Берлине, но неудачно.
После Второй мировой войны в 1948 году принял участие в Олимпийских играх в Лондоне, но неудачно. В 1950 году завоевал, выступая за команду Англии, три золотые медали на Играх Британской Империи.